# Luke Hall
Luke Thomas Michael Hall (* 16. květen 1989) je plavec ze Svazijska.
Zúčastnil se Letních olympijských her 2008 v Pekingu, kde startoval v plavání v disciplíně 50m volným způsobem. V rozplavbě měl čas 24,41 sekund, což stačilo na celkové 60. místo.